# Pakuncen (Bobotsari)
Pakuncen is een bestuurslaag in het regentschap Purbalingga van de provincie Midden-Java, Indonesië. Pakuncen telt 2590 inwoners (volkstelling 2010).